# Vimmersjön
Vimmersjön är en sjö i Ale kommun i Västergötland och ingår i Göta älvs huvudavrinningsområde. Sjön är 4,5 meter djup, har en yta på 0,303 kvadratkilometer och befinner sig 40,9 meter över havet. Sjön ligger öster om Nödinge och har en populär kommunal badplats. Sjön är näringsrik och har under sommarhalvåret drabbats av återkommande algblomningar. Hösten 2020 genomfördes ett omfattande reduktionsfiske för att motverka algblomningen och förbättra sjöns vattenkvalité.

## Delavrinningsområde
Vimmersjön ingår i det delavrinningsområde (642424-128096) som SMHI kallar för Ovan 642855-128092. Medelhöjden är 75 meter över havet och ytan är 19,17 kvadratkilometer. Räknas de 5 avrinningsområdena uppströms in blir den ackumulerade arean 32,2 kvadratkilometer. Hältorpsån som avvattnar avrinningsområdet har biflödesordning 2, vilket innebär att vattnet flödar genom totalt 2 vattendrag innan det når havet efter 34 kilometer. Avrinningsområdet består mestadels av skog (63 %), öppen mark (12 %) och jordbruk (17 %). Avrinningsområdet har 1,09 kvadratkilometer vattenytor vilket ger det en sjöprocent på 5,7 %.